# Page Park
Page Park ist ein census-designated place (CDP) im Lee County im US-Bundesstaat Florida. Das U.S. Census Bureau hat bei der Volkszählung 2020 eine Einwohnerzahl von 747 ermittelt.

## Geographie
Page Park befindet sich unmittelbar südlich des Flugplatzes Page Field und rund 1 km südlich von Fort Myers. Tampa befindet sich etwa 210 km und Miami 220 km entfernt.

## Demographische Daten
Laut der Volkszählung 2010 verteilten sich die damaligen 514 Einwohner auf 314 Haushalte. Die Bevölkerungsdichte lag bei 734,3 Einw./km². 77,0 % der Bevölkerung bezeichneten sich als Weiße, 7,0 % als Afroamerikaner, 0,8 % als Indianer und 0,4 % als Asian Americans. 12,3 % gaben die Angehörigkeit zu einer anderen Ethnie und 2,5 % zu mehreren Ethnien an. 30,2 % der Bevölkerung bestand aus Hispanics oder Latinos.
Im Jahr 2010 lebten in 27,5 % aller Haushalte Kinder unter 18 Jahren sowie in 15,2 % aller Haushalte Personen mit mindestens 65 Jahren. 44,7 % der Haushalte waren Familienhaushalte (bestehend aus verheirateten Paaren mit oder ohne Nachkommen bzw. einem Elternteil mit Nachkomme). Die durchschnittliche Größe eines Haushalts lag bei 2,11 Personen und die durchschnittliche Familiengröße bei 2,79 Personen.
20,5 % der Bevölkerung waren jünger als 20 Jahre, 37,0 % waren 20 bis 39 Jahre alt, 30,4 % waren 40 bis 59 Jahre alt und 12,2 % waren mindestens 60 Jahre alt. Das mittlere Alter betrug 35 Jahre. 59,1 % der Bevölkerung waren männlich und 40,9 % weiblich.
Das durchschnittliche Jahreseinkommen lag bei 21.118 $, dabei lebten 51,1 % der Bevölkerung unter der Armutsgrenze.
Im Jahr 2000 war Englisch die Muttersprache von 80,77 % der Bevölkerung und Spanisch sprachen 19,23 %.